# Speocera jacquemarti
Espèce
Speocera jacquemarti est une espèce d'araignées aranéomorphes de la famille des Ochyroceratidae.

## Distribution
Cette espèce est endémique des îles Galápagos. Elle se rencontre à Isabela sur les volcan Sierra Negra et Alcedo.

## Publication originale
- Baert & Maelfait, 1986 : Spiders from the Galápagos Islands. III. Miscellaneous families. Bulletin of the British Arachnological Society, vol. 7, no 2, p. 52-56.